# 郭丹 (东汉)
郭丹（前25年—62年），字少卿，南阳郡穰县人（今河南省邓州市），东汉政治人物。郭丹七岁丧父，后去长安求学，官至司徒，为官清廉，但晚年却因听信奸吏错判陇西太守邓融入狱，而被免职。汉明帝永平五年（62年），郭丹在家中逝世，终年八十七岁。

## 生平
郭丹的父亲郭稚，成帝时曾担任庐江太守，清洁廉明。 郭丹七岁时父亲去世，母亲可怜他，卖掉自己的衣服，为他买产业。后到长安拜师求教，很快以博学得到了京师诸儒的敬重。大司马严尤请丹做官，郭丹推说有病不去，新朝皇帝王莽又征他做官，他却与一些儒生逃到北地郡（辖区相当今宁夏、甘肃一带）。
淮阳王刘玄更始二年（24年），三公推举有贤能的郭丹，征为谏议大夫，派他去南阳安抚百姓降于朝廷。更始帝败亡后，各位大将都归顺于光武帝刘秀，获取封爵；唯独郭丹守信不降，固守南阳郡平氏县（今桐柏县平氏镇），并为更始发丧。
汉光武帝建武二年（26年），郭丹逃出城去，历尽艰辛，找到刘玄的妻子送还符节印绶，后回到家乡，从事农桑，施教化于乡里。南阳太守杜诗请郭丹任功曹，郭丹推荐乡中贤士代其职自去。杜诗叹曰：「昔明王兴化，卿士让位，今功曹推贤，可谓至德」。杜诗遂命将郭丹的事迹写入简册，放于郡署正厅，让励后人。
建武十三年（37年），大司马吴汉推举郭丹任并州牧（今山西），郭丹以清正廉洁闻名，后成为出使匈奴的中郎将，又迁左冯翊。
汉明帝永平三年（60年）二月，太尉赵憙、司徒李訢被免职。任用左冯翊郭丹为司徒。在朝廉直公正，与侯霸﹑杜林﹑张湛﹑郭伋齐名且关系很好。
永平四年（61年），因查办陇西太守邓融渎职入狱一事无所据，听任奸吏所为，司空冯鲂、司徒郭丹均被免官。次年（62年）在家去世，逝世时家无产业，清贫如洗。 终年八十七岁。

## 后代
- 郭宇：大儿子，曾任常山太守。
- 郭济：小儿子，任赵相。

## 参看
- 東漢大司徒、司徒列表

## 延伸阅读
[在维基数据编辑]
 《後漢書·卷27》，出自范晔《後漢書》
 《東觀漢記》